# Xanten-evangeliarium

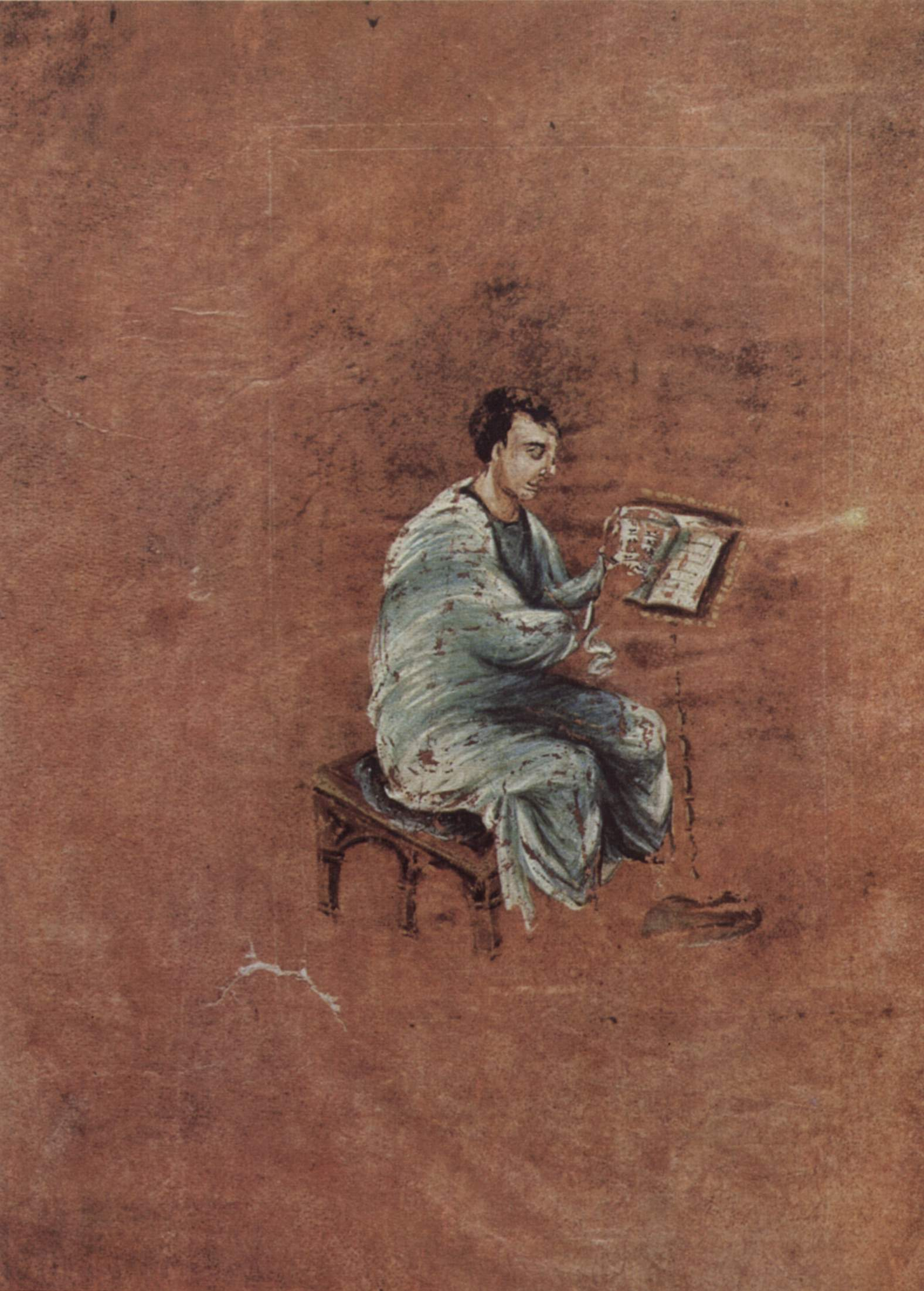
De evangelist Matteüs.

Het Xanten-evangeliarium is een verlucht handschrift met de teksten van de vier evangeliën. Het werd in de eerste helft van de 9e eeuw vervaardigd aan de hofschool in Aken en behoorde daarna toe aan de kathedraal van Sint-Victor in Xanten. Het wordt nu bewaard in de Koninklijke Bibliotheek van België onder de signatuur ms. 18723.

## Beschrijving
Het handschrift is samengesteld uit 228 perkamenten folia van 265 op 220 mm. De tekst, in het Latijn, is geschreven in een Karolingische minuskel. De tekstspiegel bestaat uit een kolom. Er zijn Latijnse en Oudduitse glossen toegevoegd.
Het boek bevat canontafels (f6r-f11v) een afbeelding van Christus in majesteit tronend boven de vier evangelisten (f16v) en een afbeelding van de evangelist Matteüs (f17). De afbeelding van Matteüs is bijzonder omdat ze geschilderd is op purper perkament terwijl de rest van de perkamenten bladen van het handschrift onbehandeld zijn. Het perkament van folio 17 is ook veel dunner dan de andere en de stijl van de afbeelding verschilt sterk met die van de Christus in majesteit. Volgens Swarzenski is het best mogelijk dat de toegevoegde miniatuur een Byzantijns stuk is dat door Karel de Grote van Ravenna werd meegebracht.

## Geschiedenis
Het handschrift behoorde tot de kerkschat van de Sint-Victor in Xanten. In het begin van de 19e eeuw was het manuscript in het bezit van J. J. Stiels, een priester en verzamelaar gevestigd in Maastricht. In 1842 werd het opgekocht door de Belgische staat.

## Stijl
Het handschrift wordt toegeschreven aan de paleisschool die ook het Kroningsevangeliarium, nu in Wenen, en het Schatkamerevangeliarium nu in Aken, zouden hebben gemaakt. Hun stijl sluit niet aan bij de stijl van de Ada-groep. De werken werden misschien gemaakt door Griekse artiesten en zijn duidelijk schatplichtig aan de laatantieke illusionistische stijl.
Ada-evangeliarium · Barberini-evangeliarium · Boek van Armagh · Evangeliarium van Augustinus van Canterbury · Book of Durrow · Book of Kells · Codex Argenteus · Codex aureus van St. Emmeram · Codex Carolinus · Codex Aureus Epternacensis · Codex Eyckensis · Codex Gissensis · Diatessaron · Durham-evangeliarium · Evangeliarium van Echternach · Evangeliarium van Egmond · Evangeliarium van Lorsch · Gefragmenteerd evangelieboek (A. II. 10.) · Godescalc-evangelistarium · Lichfield-evangeliën · Lindisfarne-evangeliarium · Luikse diatessaron · Mac Durnan-evangeliarium · Middelnederlandse Apocalyps · Minuskel 76 · Evangeliarium van Munsterbilzen · Otho-Corpus-evangeliarium · Evangelieboek van Sankt Gallen · Xanten-evangeliarium